# Lista tomów serii Neon Genesis Evangelion
Na podstawie serii Neon Genesis Evangelion powstało kilka serii mangi, które rozwijają wątki zawarte w serialu.

## Adaptacja serialu
Autorem zarówno scenariusza jak i rysunków do adaptacji anime w formie mangi jest Yoshiyuki Sadamoto, projektant postaci serii anime. Manga była publikowana na łamach miesięcznika Shōnen Ace wydawnictwa Kadokawa Shoten od 1995 do 4 czerwca 2013 roku.
Fabuła mangi zasadniczo pokrywa się z wersją zaprezentowaną w serialu, jednakże część elementów fabularnych została w niej pominięta (np. nie ma czterech aniołów – Sandalphona, Matariela, Iruela, Leliela), inne z kolei dodano (np. rozdział poświęcony dzieciństwu Kajiego). Poza tym istnieją liczne drobne rozbieżności, np. w pierwszym tomie atak Sachiela początkowo odpiera eva-00 i to podczas tej walki Rei zostaje ranna; w drugim tomie Toji i Kensuke zostają wpuszczeni do entry plugu z inicjatywy Shinjiego, a nie Misato.
Seria ta została w Polsce wydana przez wydawnictwo Japonica Polonica Fantastica. Początkowo, od 1999 roku, kolejne rozdziały były wydawane w formie zeszytowej; do czerwca 2001 roku ukazały się 23 części odpowiadające zawartości tomów od 1 do 6. W latach 2004–2014 serię w całości wydano w formacie tankōbon.
| Nr | Język japoński       | Język japoński         | Język polski | Język polski           |
| Nr | Data wydania         | ISBN                   | Data wydania | ISBN                   |
| --- | -------------------- | ---------------------- | ------------ | ---------------------- |
| 1 | 29 sierpnia 1995     | ISBN 978-4-04-713115-6 | 2004         | ISBN 83-89505-43-6     |
| Lista rozdziałów - Stage 01: Atak anioła (jap. 使徒、襲来 Shito, shūrai) - Stage 02: Ponowne spotkanie (jap. 再会… Saikai...) - Stage 03: Numer 1 – akcja (jap. 初号機、出撃 Shogōki, rifuto ofu) - Stage 04: Cisza (jap. 沈黙… Chinmoku...) - Stage 05: To, co zobaczono w otchłani światła (jap. 光の淵に見たもの Hikari no fuchi ni mitamono) - Stage 06: Ja płaczę (jap. ボクハナク Boku wa naku) |                      |                        |              |                        |
| 2 | 5 marca 1996         | ISBN 978-4-04-713132-3 | 2004         | ISBN 83-89505-44-4     |
| Lista rozdziałów - Stage 07: Zamykające się serce (jap. 閉じゆく心 Toji yuku kokoro) - Stage 08: Nastroje Shinjiego (jap. シンジご機嫌ななめ Shinji gokigen maname) - Stage 09: Maniakalna gehenna (jap. マニアの受難 Mania no junan) - Stage 10: Nóż i chłopak (jap. ナイフと少年 Naifu to shōnen) - Stage 11: Zagubione Trzecie Dziecko (jap. さまよえるサード・チルドレン Samayoeru sādo chirudoren) - Stage 12: Kształt łagodności (jap. やさしさの輪郭 Yasashisa no katachi)                                                  |                      |                        |              |                        |
| 3 | 29 października 1996 | ISBN 978-4-04-713165-1 | 2004         | ISBN 83-89505-45-2     |
| Lista rozdziałów - Stage 13: Biała blizna (jap. 白い傷跡 Shiroi kizuato) - Stage 14: Zniekształcony pokój (jap. 歪んだ部屋 Yuganda heya) - Stage 15: W co wierzą czerwone źrenice (jap. 紅い瞳の信じるものは Akai hitomi no shinjirumono wa) - Stage 16: Porzucone wspomnienie (jap. 棄てられた記憶 Suterareta kioku) - Stage 17: Wieczór przed decydującym starciem (jap. 決戦前夜 Kessen zen'ya) - Stage 18: Decydująca walka (jap. 血戦! Kessen!) - Stage 19: Pogrążony w mroku Księżyc (jap. 闇の中の月 Yami no naka no tsuki) |                      |                        |              |                        |
| 4 | 17 października 1997 | ISBN 978-4-04713-197-2 | 2004         | ISBN 83-89505-46-0     |
| Lista rozdziałów - Stage 20: Przybywa Asuka (jap. アスカ、来日 Asuka, rainichi) - Stage 21: Nieproszony gość (jap. 招かれざる者 Manekarezarumono) - Stage 22: Atak Asuki (jap. アスカ攻撃 Asuka atakku) - Stage 23: Try Again (Spróbuj raz jeszcze) (jap. トライ・アゲイン Torai agein) - Stage 24: Dysonans (jap. 不協和音 Disonansu) - Stage 25: Shall We Dance? (jap. Shall we dance?) - Stage 26: Moment serca, po raz drugi (jap. 瞬間、心、重ねて Shunkan, kokoro, kasanete)                                                 |                      |                        |              |                        |
| 5 | 17 grudnia 1999      | ISBN 978-4-04-713311-2 | 2004         | ISBN 83-89505-47-9     |
| Lista rozdziałów - Stage 27: Impreza (jap. パーティー Pātī) - Stage 28: Gdyby pójść za bliznami (jap. 傷跡をたどれば Kizuato o tadoreba) - Stage 29: Nagrobek (jap. 墓標 Bohyō") - Stage 30: Powstrzymaj grawitacyjny atak! (jap. 受け止めろ 重力攻撃! Uketomero jūryoku kōgeki!) - Stage 31: NERV, zanik zasilania (jap. ネルフ、停電 Nerufu, teiden) - Stage 32: Otchłań prawdy (jap. 真実の深淵 Shinjitsu no shin'en) - Stage 33: Akwarium (jap. アクアリウム Akuariumu)                                                        |                      |                        |              |                        |
| 6 | 15 grudnia 2000      | ISBN 978-4-04-713380-8 | 2004         | ISBN 83-89505-48-7     |
| Lista rozdziałów - Stage 34: Czwarty zakwalifikowany (jap. 四人目の適格者 Yoninme no tekikakusha) - Stage 35: Światło, a po nim cień (jap. 光、そして影 Hikari, soshite kage) - Stage 36: Wyznanie (jap. 告白 Kokuhaku) - Stage 37: Prezent (jap. ギフト Gifuto) - Stage 38: Przechwycenie (jap. 迎撃 Geigeki) - Stage 39: System „Dummy” (jap. ダミーシステム "Damī shisutemu) - Stage 40: Zmierzch czernią malując (jap. 黄昏を黒に染めて… Tasogare o kuro ni somete...)                                                         |                      |                        |              |                        |
| 7 | 1 grudnia 2001       | ISBN 978-4-04-713469-0 | 2004         | ISBN 83-89505-49-5     |
| Lista rozdziałów - Stage 41: Fist (jap. フィスト Fisuto) - Stage 42: Popielate niebo (jap. 灰色の空 Hai-iro no sora) - Stage 43: Przesłuchanie (jap. 尋問 Jinmon) - Stage 44: Odkupienie (jap. 贖罪 Shokuzai) - Stage 45: Męska walka (jap. 男の戦い Otoko no tatakai) - Stage 46: Przebudzenie, część pierwsza (jap. 覚醒・前編 Kakusei, zenpen) - Stage 47: Przebudzenie, część druga (jap. 覚醒・後編 Kakusei, kōhen) - Stage 48: Zniknięcie (jap. 消滅 "Shōmetsu")                                                             |                      |                        |              |                        |
| 8 | 19 grudnia 2002      | ISBN 978-4-04-713529-1 | 2004         | ISBN 83-89505-50-9     |
| Lista rozdziałów - Stage 49: Kiss... (jap. …Kiss.) - Stage 50: W głąb serca (jap. 心の中へ… Kokoro no naka e...) - Stage 51: Mother (jap. MOTHER) - Stage 52: Spojrzenie w przeszłość (jap. 回想 Kaisō) - Stage 53: Świetlany olbrzym (jap. 光の巨人 Hikari no kyojin) - Stage 54: Narodziny NERV-u (jap. ネルフ誕生 Nerufu tanjō) - Stage 55: Wiadomość (jap. 伝言 Dengon) - Stage 56: Zazdrość (jap. ジェラシー Jerashī) |                      |                        |              |                        |
| 9 | 23 kwietnia 2004     | ISBN 978-4-04-713618-2 | 2004         | ISBN 83-89505-91-6     |
| Lista rozdziałów - Stage 57: Piąte Dziecko (jap. フィフス・チルドレン Fifusu chirudoren) - Stage 58: Odrzucenie (jap. 拒絶 Kyozetsu) - Stage 59: Duma (jap. プライド Puraido) - Stage 60: Lalka (jap. ドール Dōru) - Stage 61: Włócznia Longinusa (jap. ロンギヌスの槍 Ronginusu no yari) - Stage 62: Distance (jap. distance) - Stage 63: Odpór (jap. 応戦 Ōsen) |                      |                        |              |                        |
| 10 | 25 lutego 2006       | ISBN 978-4-04-713800-1 | 2007         | ISBN 83-7471-074-8     |
| Lista rozdziałów - Stage 64: Łzy (jap. 涙 Namida) - Stage 65: Chcę być jednością (jap. ひとつになりたい Hitotsu ni naritai) - Stage 66: Gdzie sięga serce (jap. 心届かず Kokoro todokazu) - Stage 67: Poskręcana noc (jap. ねじれた夜 Nejireta yoru) - Stage 68: Pogmatwanie (jap. 交錯 "Kōsaku") - Stage 69: Brudna krew (jap. 汚れた血 Yogoreta chi) - Stage 70: Rzesze nicości (jap. 虚無の群れ Kyomu no mure) |                      |                        |              |                        |
| 11 | 18 czerwca 2007      | ISBN 978-4-04-713934-3 | 2008         | ISBN 83-7471-109-4     |
| Lista rozdziałów - Stage 71: Potomek Adama (jap. アダムの末裔 Adamu no matsuei) - Stage 72: Ostatni posłaniec (jap. 最後のシ者 Saigo no shisha) - Stage 73: Dojście do granicy (jap. 辿りついた境界線 Tadoritsuita kyōkaisen) - Stage 74: Pamięć dotyku dłoni (jap. 手のひらの記憶 Te no hira no kioku) - Stage 75: Niedoskonałe serce (jap. 欠けた心 Kaketa kokoro) - Stage 76: Ostatni wróg (jap. 最後の敵 Saigo no teki) |                      |                        |              |                        |
| 12 | 31 marca 2010        | ISBN 978-4-04-715420-9 | 2011         | ISBN 978-83-7471-231-6 |
| Lista rozdziałów - Stage 77: "Genocide" (jap. GENOCIDE) - Stage 78: "Father and Son" (jap. 父と子 Chichi to ko) - Stage 79: "Promised Time" (jap. 約束の時 Yakusoku no toki) - Stage 80: "Chance Meeting" (jap. 邂逅 Kaikō) - Stage 81: "Enemy from the Sky" (jap. 空よりの敵 Sora yori no teki) - Stage 82: "The Last Instruction" (jap. The last instruction) - Stage 83: "Concord (Heart and Heart, Echoing Together)" (jap. 呼応 Koō)                                                                                          |                      |                        |              |                        |
| 13 | 2 listopada 2012     | ISBN 978-4-04-120354-5 | 2012         | ISBN 978-83-7471-299-6 |
| Lista rozdziałów - Stage 84. Calling - Stage 85. "Betrayal" (jap. 裏切り Uragiri) - Stage 86. "The Ceremony Begins" (jap. 儀式の始まり Gishiki no hajimari) - Stage 87. "Rejection" (jap. 拒絶 Kyozetsu) |                      |                        |              |                        |
| 14 | 26 listopada 2014    | ISBN 978-4-04-101932-0 | 2014         | ISBN 978-83-7471-445-7 |
| Lista rozdziałów - Stage 91. "To where the Light Returns" (jap. 光還る処へ Hikari kaeru sho e) - Stage 92. "Birthday" (jap. バースデイ Bāsudei) - Stage 93. "Sea of Life" (jap. 生命の海 Seimei no umi) - Stage 94. "Palms" (jap. 掌 Tenohira) - Stage 95. "Thank you ∞ Goodbye" (jap. ありがとう∞さようなら Arigatō ∞ sayōnara) - Final Stage. "Setting Off" (jap. 旅立ち Tabidachi) - Extra Stage. "The Summer Colors of Eden" (jap. 夏色のエデン Natsuiro no eden)                                                              |                      |                        |              |                        |

## Neon Genesis Evangelion gakuen datenroku
Opublikowana została także manga Neon Genesis Evangelion: gakuen datenroku (jap. 新世紀エヴァンゲリオン　学園堕天録 Shin Seiki Evangerion gakuen datenroku), która była publikowana w czasopiśmie „Gekkan Asuka” wydawnictwa Kadokawa Shoten w latach 2007–2009, a następnie skompilowana w 4 tomach.
| Nr | Data wydania (język japoński) | ISBN (język japoński)  |
| -- | ----------------------------- | ---------------------- |
| 1  | 22 marca 2008                 | ISBN 978-4-04-854157-2 |
| 2  | 22 października 2008          | ISBN 978-4-04-854210-4 |
| 3  | 21 marca 2009                 | ISBN 978-4-04-854302-6 |
| 4  | 19 grudnia 2009               | ISBN 978-4-04-854407-8 |